# سقوط قندهار
وقع سقوط قندهار في عام 2001 أثناء الحرب في أفغانستان. بعد سقوط مزار الشريف وكابل وهرات، كانت قندهار آخر مدينة رئيسية تحت سيطرة طالبان. كانت قندهار هي المكان الذي نشأت فيه حركة طالبان و يوجد قاعدة قوتها، لذا كان من المفترض أن يصعب سقوط قندهار. سقطت المدينة بعد عدة أسابيع من القتال إلى قوة المليشيات المحلية تحت قيادة القادة العسكريين ومستشاريهم الأمريكيين. وأشار سقوط قندهار إلى نهاية سيطرة حركة طالبان على أفغانستان.

## معركة
في 19 أكتوبر ، غادر 200 حارس من كتيبة الحراسة الثالثة (75 حارساً من فوج الحراسة) من أربع طائرا لوكهيد إم سي-130 باتجاه هبوط الصحراء جنوب المدينة ، وأطلق عليه اسم «هدف الكركدن» ، بدعم من 750 جنديًا أمريكيًا من جيش الولايات المتحدة. الفرقة 101 المحمولة جواً لإنشاء قاعدة أمامية في معسكر الكركدن على بعد 100 ميل جنوب قندهار.
تم الاتصال بالقادة المناهضين لطالبان كل أغا شيرزي من قبل القوات الخاصة التابعة للجيش الأمريكي ODA في 18 نوفمبر. وقد بلغ عدد قواته حوالي 800 رجل ، لكنهم كانوا أقل عددًا بشكل كبير وغير مجهز. بعد تلقي الإمدادات ، انتقلوا في 22 نوفمبر في قافلة تضم أكثر من 100 مركبة وبدأوا التقدم في قندهار عبر صحراء أرغستان. وفي محاولة لتجاوز معاقل طالبان توقفت قافلة شارزاي خارج بلدة تاخت بول التي تسيطر عليها طالبان. أثناء محاولة التفاوض على الاستسلام ، تعرضت القافلة لكمين نصبته قوات طالبان. وقادت قوات شارزاي طالبان إلى الوراء بمساعدة الدعم الجوي الأمريكي. تراجعت طالبان وتخلت عن منطقة تخوت بول.
قبل وصول وحدة المشاة البحرية الخامسة عشر في مشاة البحرية الأمريكية إلى «معسكر الكركدن» في 25 نوفمبر ، قام فريق استكشافي من فريق سيل 8 بتنفيذ مهمة استطلاعية ، لكنهم قاموا بطريق الخطأ باستخدام طائرات هليكوبتر هجومية من طراز إيه إتش-1 سوبر كوبرا ، رسالة إلى مشاة البحرية قبل أن يصاب أحد.
في 25 نوفمبر ، أنشئت قاعدة الكركدن (قاعدة العمليات الأمامية) خارج مدينة قندهار ، وتم تطهيرها من قبل الأختام ، حيث أعفيت وحدة الشرق الأوسط رقم 15 من الفرقة 101 المحمولة جواً من فوب الكركدن ، وواصلت العمليات الأمامية في جميع أنحاء قندهار مع قوات التحالف. وفي 27 نوفمبر ، انضمت وحدة تابعة للواء الجوي الخاص الأسترالي إلى وحدة الشرق الأوسط رقم 15 وبدأت عمليات مشتركة ضد قوات طالبان.بعد معركة تارين كوت ، قضى التحالف الشرقي تحت قيادة حامد كرزاي عدة أسابيع في تارين كوت يجتذب المجندين. تضخمت قواته إلى حوالي 800 رجل بينما كان يستعد للتحرك في قندهار من الشمال. في 30 نوفمبر ، بدأت قوة كرزاي بالتقدم نحو مدينة بيتاو. بعد أخذ بيتو بدون قتال ، حاولت قوة كرزاي أن تأخذ الجسر إلى سيد عليم كالاي ، لكن تم إيقافه بمقاومة طالبان القاسية. بعد معركة استمرت يومين وشملت غارات جوية مكثفة انسحبت طالبان في 4 ديسمبر ، تاركة الجسر سليماً. استولت قوة كرزاي على رأس جسر على الجانب الآخر.
في اليوم التالي ، سقطت قنبلة أمريكية طائشة على موقع أمريكي ، مما أسفر عن مقتل ثلاثة من جنود القوات الخاصة وإصابة كرزاي. حافظ رجال كرزاي على مواقفهم وبدأوا المفاوضات مع طالبان لاستسلام قندهار.
في 7 ديسمبر ، بدأ رجال شرزاي هجومهم على مطار قندهار ، لكنهم واجهوا مقاومة ضئيلة. اكتشفوا أن طالبان قد سلموا المدينة بالفعل لقوات كرزاي. دخل رجال شرزاي المدينة وأعلن شرزاي محافظًا لقندهار. تم بالفعل إعلان كرزاي رئيسًا لأفغانستان.

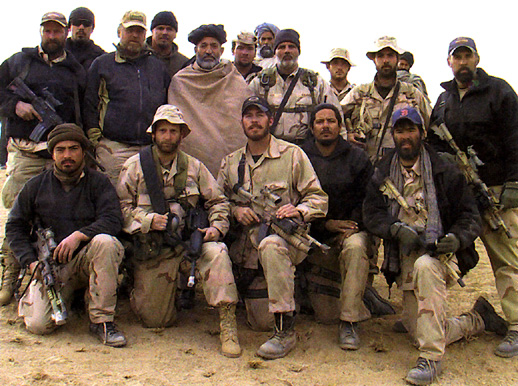
مفرزة العمليات ألفا 574 من القوات الخاصة التابعة للجيش الأمريكي إلى جانب حامد كرزاي في ولاية قندهار في أكتوبر 2001.